# Blanka Vlašičová
Blanka Vlašič (* 8. listopadu 1983 Split) je bývalá chorvatská atletka, závodnice ve skoku do výšky. Je dvojnásobná mistryně světa (2007, 2009) a stříbrná medailistka z olympijských her v Pekingu.
Je dvojnásobnou držitelkou titulu juniorské mistryně světa (2000, 2002), halovou mistryní světa (2008) a držitelka národního chorvatského rekordu. Mezi další úspěchy patří druhé (2006) a třetí (2004) místo z mistrovství světa v hale. Jejím osobním rekordem pod otevřeným nebem je 208 cm, které skočila 31. srpna 2009 na mítinku v Záhřebu. Jedná se o třetí nejlepší skok v celé historii. Výše skočila jen Bulharka Stefka Kostadinovová, která drží světový rekord 209 cm od roku 1987.
Již jako šestnáctiletá změřila své síly na Olympijských hrách v Sydney, kde se s výkonem 192 centimetrů nekvalifikovala do hlavní soutěže. O čtyři roky později na Olympijských hrách v Athénách, již jako dvacetiletá, s výkonem 189 centimetrů skončila na celkovém jedenáctém místě. Především mezi těmito lety bojovala s nevyrovnanými výkony. Na evropském šampionátu v Göteborgu (2006) se stala první atletkou, která za výkon vyšší dvou metrů, nebrala cenný kov. O jejím čtvrtém místě rozhodl vyšší počet pokusů, než měla bronzová medailistka Kajsa Bergqvistová. Na Letních olympijských hrách 2008 v Pekingu se s 205 cm skočenými na druhý pokus umístila na druhém místě. O vítězství jí, vydařeným prvním pokusem na této výšce, připravila belgická pětibojařka a skokanka do výšky Tia Hellebautová.
Vlašič je dcera chorvatského rekordmana v desetiboji, Joška Vlašiće. Tatínek jí pojmenoval po Casablance, kde závodil v době jejího narození.[zdroj⁠?!] Na stadionu je nepřehlédnutelná nejenom díky své výšce (193 cm), ale také díky svému oslavnému tanci.
V roce 2007 a 2010 vítězka ankety Atlet Evropy. V roce 2010 zvítězila v anketě Atlet světa. V roce 2010 a 2011 se stala celkovou vítězkou Diamantové ligy ve skoku do výšky.

## Úspěchy
| Rok  | Závod                              | Místo                          | Umístění | Výkon |
| ---- | ---------------------------------- | ------------------------------ | -------- | ----- |
| 1999 | Mistrovství světa do 17 let        | Bydhošť, Polsko                | 8.       | 175   |
| 2000 | MS juniorů v atletice 2000         | Santiago, Chile                | 1.       | 191   |
| 2001 | Mistrovství Evropy juniorů         | Grosseto, Itálie               | 6.       | 188   |
| 2001 | Mistrovství světa v atletice 2001  | Edmonton, Kanada               | 6.       | 194   |
| 2002 | MS juniorů v atletice 2002         | Kingston, Jamajka              | 1.       | 196   |
| 2002 | Mistrovství Evropy v atletice 2002 | Mnichov, Německo               | 5.       | 189   |
| 2003 | Halové MS 2003                     | Birmingham, Spojené království | 4.       | 196   |
| 2003 | ME v atletice do 23 let 2003       | Bydhošť, Polsko                | 1.       | 198   |
| 2003 | Mistrovství světa v atletice 2003  | Paříž, Francie                 | 7.       | 195   |
| 2003 | Světové atletické finále 2003      | Monte Carlo, Monako            | 4.       | 196   |
| 2004 | Halové MS 2004                     | Budapešť, Maďarsko             | 3.       | 197   |
| 2004 | Letní olympijské hry 2004          | Athény, Řecko                  | 11.      | 189   |
| 2006 | Halové MS 2006                     | Moskva, Rusko                  | 2.       | 200   |
| 2006 | Mistrovství Evropy v atletice 2006 | Göteborg, Švédsko              | 4.       | 201   |
| 2006 | Světové atletické finále 2006      | Stuttgart, Německo             | 6.       | 190   |
| 2007 | Halové ME 2007                     | Birmingham, Spojené království | 4.       | 192   |
| 2007 | Mistrovství světa v atletice 2007  | Ósaka, Japonsko                | 1.       | 205   |
| 2007 | Světové atletické finále 2007      | Stuttgart, Německo             | 1.       | 200   |
| 2008 | Halové MS 2008                     | Valencie, Španělsko            | 1.       | 203   |
| 2008 | Letní olympijské hry 2008          | Peking, Čína                   | 2.       | 205   |
| 2009 | Halové ME 2009                     | Turín, Itálie                  | 5.       | 192   |
| 2009 | Mistrovství světa v atletice 2009  | Berlín, Německo                | 1.       | 204   |
| 2011 | Mistrovství světa v atletice 2011  | Tegu, Jižní Korea              | 2.       | 203   |

### Osobní rekordy
Patří mezi devět výškařek celé historie, které mají skočeno v hale i pod širým nebem 205 cm a více.
Totéž dále dokázaly Bulharka Stefka Kostadinovová, Němky Heike Henkelová a Ariane Friedrichová, Švédka Kajsa Bergqvistová, Belgičanka Tia Hellebautová, Rusky Anna Čičerovová a Marija Lasickeneová a Ukrajinka Jaroslava Mahučichová. 
- hala – 206 cm – 6. února 2010, Arnstadt – NR
- venku – 208 cm – 31. srpna 2009, Záhřeb – NR